# Bucerdea Vinoasă
Bucerdea Vinoasă – wieś w Rumunii, w okręgu Alba, w gminie Ighiu. W 2011 roku liczyła 873 mieszkańców.